# Umbellula encrinus
Umbellula encrinus is een neteldier uit de familie Umbellulidae. De wetenschappelijke naam werd gepubliceerd in 1758 door Carl Linnaeus in de tiende editie van Systema naturae.